# Astragalus korolkovii
Astragalus korolkovii es una especie de planta del género Astragalus, de la familia de las leguminosas, orden Fabales.

## Distribución
Astragalus korolkovii se distribuye por Tayikistán y Uzbekistán.

## Taxonomía
Fue descrita científicamente por Bunge.